# Gruszewo
Gruszewo (deutsch Grüssow) ist ein Dorf der polnischen Woiwodschaft Westpommern. Es gehört zur Gmina Białogard (Belgard) im Powiat Białogardzki.

## Geographische Lage
Gruszewo liegt sieben Kilometer südlich von Białogard an der Nebenstrecke von Białogard nach Rąbino (Groß Rambin) in einer bewaldeten Niederung. An der östlichen Gemeindegrenze führt die Bahnstrecke Berlin – Stettin – Danzig vorbei, nächste Bahnstation ist Białogard.

## Name
Der Name „Grüssow“ ist wendischen Ursprungs und angelehnt an die Bezeichnung für Birnbaum („grusza“).

## Geschichte
Grüssow war einst ein Lehen derer von Hechthausen. 1649 war Georg Hechthausen der Besitzer. Dann war der Ort ein von Münchowsches Lehen, bis im Jahre 1772 die Familie von Kameke Eigentümerin wird. Zum Ort gehörten 1780 die beiden Vorwerke Birkhof und Friedrichshof, zwei Schäfereien, drei Bauern, drei Kossäten, ein Schulmeister, eine Schmiede und ein Krug.
1791 kam das Gut in den Besitz derer von Grelman, danach an Bogislaw Ernst von Massow und an die Familie Krüger. 1849 fiel der Ort zusammen mit dem Nebengut Ganzkow an die Familie Bugenhagen, Nachfahren des „Dr. Pommer“ Johannes Bugenhagen. Nach 1870/71 wurde es als Eigentum an General Graf August von Werder in Fideikommiss vergeben – in Anerkennung seiner Verdienste im Krieg.
Im Jahre 1939 lebten in Grüssow und Ganzkow 377 Einwohner in 94 Haushaltungen, die meistenteils in der Landwirtschaft arbeiteten. Beide Dörfer gehörten bis 1945 zum Landkreis Belgard (Persante) und zum Standesamtsbezirk Lenzen im Amtsgerichtsbereich Belgard, deren letzte deutsche Amtsinhaber als Bürgermeister Otto Schulz, Standesbeamter Konrad Brunn und – in polizeilichen Diensten – Oberlandjäger Daske aus Boissin waren. Ilse Anne von Schaumann, geb.von Werder übersiedelte im Rahmen der Vertreibung 1946 nach Westdeutschland.
Anfang März 1945 wurde das Dorf von sowjetischen Truppen besetzt und die Bevölkerung vertrieben. Grüssow kam als Gruszewo in polnische Hand und ist heute Teil der Landgemeinde Białogard.

## Amt Grüssow
Mit der Gemeinde Lenzen bildete Grüssow den Amtsbezirk Grüssow.

## Kirche
Grüssow gehörte bis 1945 zur Kirchengemeinde Lenzen, die mit den Kirchengemeinden Boissin und Zarnefanz das Kirchspiel Lenzen bildete. Es gehörte zum Kirchenkreis Belgard in der Kirchenprovinz Pommern der evangelischen Kirche der Altpreußischen Union.
Zum Kirchspiel Lenzen gehörten 1940 insgesamt 2019 Gemeindeglieder. 
Heute ist Gruszewo Teil des Kirchspiels (Parafia) Koszalin (Köslin) in der Diözese Pommern-Großpolen der polnischen Evangelisch-Augsburgischen Kirche.

## Schule
Bereits im Jahr 1780 hatte Grüssow eine eigene Schule. Im Jahr 1928 waren 37 Grüssower Kinder eingeschult.

## Persönlichkeiten
- August Graf von Werder, preußischer General, starb am 12. September 1888 auf Schloß  Grüssow

seine Enkelin, Ilse Anne von Schaumann, war letzte Herrin auf Grüssow und Ganzkow bis zur Vertreibung 1946.